# Bowman (Dakota du Nord)
Pour les articles homonymes, voir Bowman.
La ville de Bowman est le siège du comté de Bowman, dans l’État du Dakota du Nord, aux États-Unis. Sa population, qui s’élevait à 1 650 habitants lors du recensement de 2010, est estimée à 1 599 habitants en 2019.

## Histoire
Bowman a été fondée en 1907, à peu près quand le chemin de fer a été prolongé dans la région. La localité a pris le nom du comté. Un bureau de poste a ouvert à Bowman en 1907.

## Démographie
| Groupe            | Bowman | Dakota du Nord | États-Unis |
| ----------------- | ------ | -------------- | ---------- |
| Blancs            | 97,7   | 90,0           | 72,4       |
| Autres            | 1,5    | 1,7            | 18,8       |
| Métis             | 0,6    | 1,8            | 2,9        |
| Amérindiens       | 0,2    | 5,4            | 0,9        |
| Asiatiques        | 0,1    | 1,0            | 4,8        |
| Total             | 100    | 100            | 100        |
|                   |        |                |            |
| Latino-Américains | 3,9    | 2,0            | 16,7       |

Selon l’American Community Survey, pour la période 2011-2015, 95,16 % de la population âgée de plus de 5 ans déclare parler l’anglais à la maison, 4,2 % l’espagnol et 0,64 % déclare parler l'allemand.
| 1910 | 1920 | 1930 | 1940 | 1950  | 1960  |
| ---- | ---- | ---- | ---- | ----- | ----- |
| 481  | 767  | 888  | 967  | 1 382 | 1 730 |

| 1970  | 1980  | 1990  | 2000  | 2010  | - |
| ----- | ----- | ----- | ----- | ----- | - |
| 1 762 | 2 071 | 1 741 | 1 600 | 1 650 | - |

## Transports
Bowman possède un aéroport (Bowman Municipal Airport, code AITA : BWM).

## Climat
Selon la classification de Köppen, Bowman a un climat semi-aride, abrégé BSk.